# Carl Gotthard von Liphart
Carl Gotthard von Liphart auch Liphardt (* 1. März 1778; † 22. Dezember 1853) war ein russischer Garderittmeister und livländischer Landmarschall.

## Leben

### Herkunft und Familie
Carl Gotthard von Liphardt war Angehöriger der baltischen Adelsfamilie von Liphart. Seine Eltern waren der livländische Landrat Reinhold von Liphart (1750–1829) und Sophia, geborene Gräfin von Stackelberg (1758–1826).
Er vermählte sich in erster Ehe 1800 mit Anna (Annette) Freiin von Loewenwolde aus dem Hause Rappin (1783–1831). In zweiter Ehe heiratete er Adele, geborene Laurent, verwitwete Marechaux des Entelles. Aus beiden Ehen gingen insgesamt 18 Kinder hervor, darunter:
- Gotthard (1804–1885), Landrat
- Sophie (1807–1893) ⚭ Ferdinand David (1810–1873), Violinvirtuose und Komponist
- Karl Eduard (1808–1891), livländischer Baron, Mediziner, Naturwissenschaftler, Kunsthistoriker und -sammler
- Annette (1821–1902) ⚭ Clemens von Weiß († 1895), russischer Generalmajor

### Werdegang und Wirken
Carl Gotthard von Liphardt hatte in Colmar die „École militaire“ des Gottlieb Konrad Pfeffel besucht, war dort vom liberalen Geist der französischen Aufklärung geprägt worden. Während seiner Laufbahn in der Kaiserlich Russischen Armee avancierte er bis zu einem Rittmeister der Garde. Er war 1829 Kreisdeputierter und von 1833 bis 1836 war er Landmarschall der Livländischen Ritterschaft.
Liphardt lebte bis 1839 auf seinem Erbgut Alt-Kusthof. Er war weiterhin im Besitz der sämtlich livländischen Güter Rojel, Marrama, Terrestfer, Toikfer, Condo, bis 1840 Saarjerw sowie seit 1837 Torma.
Seinen 1829 zusammen mit Schloss Neuhausen zum Majorat erhobenen Schloss Ratshof, dessen Gutspark er von Peter Joseph Lenné umgestalten ließ und dessen Galerie er durch Erwerb zahlreicher Kunstwerke erweiterte, hatte er zu einem gesellschaftlichen Treffpunkt für die gebildeten Einwohner Dorpats entwickelt. Neben seinen zahlreichen eigenen Söhnen und Töchtern kümmerte er sich auch um die Erziehung und Förderung anderer junger Menschen, so um den späteren Maler Woldemar Friedrich Krüger. Zwischen 1829 und 1836 beschäftigte er eine private Quartettkapelle, in der unter anderem der Hamburger Geigenvirtuose Ferdinand David, sein späterer Schwiegersohn, als Primarius (1. Geiger) und die Cellisten Cyprian Romberg und Johann Benjamin Groß mitspielten.